# Tochtermann von Treumuth
Tochtermann von Treumuth ist der Name eines böhmischen briefadeligen Geschlechts.

## Geschichte
Die Familie ging auf Alois Jakob Tochtermann († 1780 in Prag) zurück. Dieser war Bürger der Prager Altstadt, 1742 Ältester der Glasermeister, 1745 Direktor des Altstädter Sechsmänneramtes und Fischamts-Assessor. In Prager Altstadt gehörte ihm ein Haus in der Langen Gasse (spätere Hausnummer 926). Bekanntheit erlangte er vor allem in der Zeit als Prag 1741 bis 1743 von bayerischen und französischen Truppen besetzt war. Die Forderung der Besatzer von der Prager Bürgerschaft Silber abzuliefern wurde auf Grund des Protestes von Tochtermann aufgehoben. Des Weiteren korrespondierte er heimlich mit dem österreichischen Hauptquartier des Generals von Lobkowitz, in dem er regelmäßig über die Vorgänge in der Stadt berichtete. 1743 veröffentlichte er darüber ein Buch. Auf Grund seines Widerstandes und Vermittlung bei den Ausschreitungen erhob ihn am 28. August 1748 in Wien Erzherzogin Maria Theresia Königin von Böhmen mit dem Prädikat „von Treumuth“ in den erbländischen Adelsstand. Sein gleichnamiger Sohn Alois Tochtermann von Treumuth († 1791) diente als Advokat, königlicher Fiskaladjunkt, kaiserlicher Notar und Dekan der juristischen Fakultät der Prager Hochschule. Dessen Schwester, Theresia Polak, geb. Tochtermann, besaß an ein Haus, das an der unteren Kleinseite, direkt an der Moldau, an der unteren Überführ lag und an dem das Altstädter Wappen angebracht war. Franziska Tochtermann von Treumuth (1770–1828) heiratete 1799 in Prag St. Nikolaus den Politiker und Vizekanzler der vereinigten Hofkanzlei in Wien Johann Limbeck von Lilienau (1767–1842).